# Game Center

Icono de la aplicación Game Center

El Game Center puede implementarse en sistemas iOS 4.1 o superiores y OS X 10.8 o superior, a través del marco de trabajo de GameKit. Game Center está también en iPod Touch de segunda generación (iOS 4.1 o superior); iPhone 3GS (iOS 4.1 o superior); todos los modelos del iPad (iOS 4.2 o superior); equipos Mac con OS X 10.8 Mountain Lion o superior, Apple TV 4 con tvOS y Apple Watch con watchOS 3.

## Historia
Los juegos se convirtieron en una parte importante de la plataforma iOS cuando Apple desarrolló la App Store el 10 de julio de 2008. A diferencia de los sistemas de consola que estaban en el mercado, Apple tenía un multijugador unificado y un sistema social en su plataforma. Este vacío no tardaría en cubrirse por aplicaciones de terceros, como OpenFeint, Plus, AGON On-line y Scoreloop. Estos tuvieron el control del entorno internauta durante un tiempo, haciendo que se creasen más redes sociales de terceros, dejando una experiencia no unificada.
El Game Center se anunció durante un evento de iOS en 8 de abril de 2010. Se publicó un avance de los desarrolladores de Apple en agosto. Se publicó el 8 de septiembre de 2010 para iOS 4.1 en iPhone 4, iPhone 3GS, y iPod Touch de segunda generación hasta la cuarta, incluyéndose en el iPad con iOS 4.2.
Se publicó una versión actualizada de Game Center con iOS 5, provocando una vuelta a los juegos, añadiendo fotos de jugador, sugerencias de amistad y puntos por logros. En la actualización de iOS 6 se añadieron Retos, una manera de desafiar a otros jugadores para clasificarse en una tabla de puntuaciones o desbloquear logros.
El 13 de junio de 2016, la aplicación se eliminó de iOS 10 y macOS Sierra; aun así, el servicio todavía existe.
Desde dentro del Game Center, los jugadores pueden conectar con amigos, enviar solicitudes de amistad y organizar partidas en línea. La cantidad de amigos está limitada a 500. Algunos juegos tienen logros, por los que se premia con puntos al jugador que realice cierta tarea. Según el juego, puede que haya una tabla de puntuaciones donde el jugador se clasifica entre todos los demás jugadores del mundo.
Muchos juegos de iOS usan Game Center, pero no todos usan todas las características. Las aplicaciones pueden escoger si incluyen alguna o todas las características del Game Center.
- Tabla de puntuaciones: compara tus puntos con los de tus amigos y el resto de jugadores del mundo.
- Logros: los puntos otorgados se obtienen desbloqueando logros del Game Center. Los logros se desbloquean realizando ciertas tareas específicas dentro del juego. Estos puntos por desbloquear logros sirven únicamente para valorar el progreso dentro del juego. De esta forma los jugadores pueden competir entre ellos.
- Multijugador: el juego puede tener partidas en tiempo real entre jugadores, ya sea entre amigos o entre jugadores emparejados automáticamente de cualquier parte del mundo.